# Terremoto de Cachemira de 1555
El terremoto de Cachemira de 1555 ocurrió alrededor de la medianoche del mes de Ashvin en el calendario hindú, o septiembre en el calendario gregoriano, aunque se desconoce el día exacto en que aconteció. El terremoto afectó gravemente al valle de Cachemira en lo que hoy es Pakistán y el noroeste de la India. Se ha estimado para el terremoto una magnitud de momento de 7,6 a 8,0 y una intensidad de Mercalli modificada de XII. El terremoto, considerado uno de los más destructivos en el valle de Cachemira, causó graves daños generalizados y efectos en el suelo, matando a unas 60.000 personas.

## Entorno tectónico
El norte de Pakistán y la India están situados en la esquina de un límite de placa destructivo activo que separa la placa india de la placa euroasiática. El límite se define a lo largo del empuje principal del Himalaya, donde la placa india choca con la placa euroasiática. La convergencia ligeramente oblicua se produce a una velocidad de 17 ± 2 mm/año a lo largo del empuje principal del Himalaya, mientras que el sistema de fallas cercano de Karakoram se adapta a un movimiento de deslizamiento lateral derecho a 5 ± 2 mm/año.
La alta tasa de convergencia significa que muchas de las fallas del límite de la placa están acomodando la tensión mientras están bloqueadas, liberándolas con frecuencia en terremotos de tamaño moderado y, a veces, en eventos muy grandes. La ocurrencia de grandes terremotos hace que la región de Cachemira sea vulnerable a terremotos mortales.

## Terremoto
Se cree que el terremoto estuvo asociado con una ruptura en una falla de empuje activa que forma parte del límite de placa del Himalaya de Cachemira. Hasta hace poco, la falla fuente y las posibles rupturas superficiales del terremoto aún no se han identificado debido a la falta de información del evento, además de que la paleosismicidad de la región está poco estudiada. Se ha propuesto que el empuje frontal principal, el empuje de Medlicott-Wadia, así como la falla de la cuenca de Cachemira, son la estructura sismogénica responsable del terremoto.
El empuje de Medlicott-Wadia se expresa en la superficie como dos estructuras de fallas ramificadas; las fallas del Escorpión y la Lluvia. Los estudios paleosísmicos han identificado tres grandes terremotos en la Falla de la Lluvia y dos en la Falla del Escorpión en los últimos 3.500 años. Un relato en persa que describe un terremoto destructivo en 1250 a. C. corresponde al evento más antiguo que data de 1661 a. C. y 929 a. C. El terremoto de 1250 a. C. produjo varios metros de deslizamiento en la superficie. Otro terremoto ocurrió entre 1118 a. C. y 929 a. C. con menos de 1 metro de deslizamiento máximo. La falla de lluvia puede haberse roto en uno o dos terremotos en algún momento entre 1110 a. C. y 660 d. C., y es posible que las dos fallas estuvieran involucradas en un terremoto aproximadamente en 1000 a. C. Los registros persas y sánscritos también se correspondían bien con dos terremotos en la Falla de Lluvia fechados entre el 660 d. C. y el 1470 d. C.
La ruptura del paleoterremoto más reciente data de 1470 d. C. o posterior. Las grandes cuñas coluviales asociadas con la ruptura sugieren que el evento causó un movimiento de alta intensidad en la superficie. La fecha de la ruptura podría sugerir que estuvo asociada con el terremoto de 1555 d. C.
Un estudio de excavación de zanjas anterior realizado en la falla de Chandigarh cerca del empuje frontal principal también encontró una ruptura superficial que probablemente se formó entre 1426 y 1700 d. C. Esta ruptura superficial podría corresponder al terremoto de 1555 d. C., que tuvo una longitud de ruptura estimada de 150 km.

### Peligro futuro
A raíz del terremoto de Cachemira de 2005, se ha prestado mucha atención a la región de Cachemira para comprender la tectónica del terremoto y evaluar el riesgo sísmico. La ruptura del terremoto de 1555 se ubica aproximadamente entre la de los terremotos de Kangra de 2005 y 1905. No se han producido eventos sísmicos importantes desde el terremoto de 1555 en la brecha sísmica de Cachemira de 250 km de largo en la falla límite de la placa principal del Himalaya. Con una tasa de deslizamiento de 16 mm/año, el deslizamiento acumulado desde 1555 se estima en 7,4 metros. Si el terremoto de 1555 liberó toda la energía elástica acumulada desde el terremoto anterior y comenzó una nueva acumulación de tensión después del evento de 1555, el próximo gran terremoto podría ser tan grande como 7,8.

## Descripción histórica
La devastación del terremoto de 1555 está bien documentada en persa y sánscrito. Los relatos históricos describieron una serie de terremotos, el más fuerte ocurrió a la medianoche del mes Asvina del año 30 en el calendario hindú. Describe el valle de Cachemira sacudido por fuertes temblores durante la noche mientras muchos de los residentes dormían. Muchas viviendas se derrumbaron sobre sus residentes, matándolos. Las casas bien construidas con cimientos firmes no se libraron de la destrucción; derrumbándose también. Grandes fisuras en el suelo y sumideros aparecieron en el paisaje, tragándose muchas casas. Los sobrevivientes atravesaron sus techos para escapar de sus hogares dañados. Algunas estructuras construidas con madera cayeron al río Jhelum y flotaron río abajo. Los que sobrevivieron a los derrumbes lograron escapar de los escombros.
Muchos pueblos y aldeas quedaron completamente destruidos en Cachemira. En las comunidades de Jalu y Damper, la fuerza del terremoto cortó los cimientos de las casas y las raíces de los árboles, y los desplazó hacia la orilla opuesta del río Jhelum. El pueblo de Madar, ubicado en la base de una colina, fue sepultado por un deslizamiento de tierra, causando la muerte de 600 a 60.000 personas. Las dos aldeas, Hassanpur y Hussainpur, ubicadas en el lado opuesto del río Veshaw, se trasladaron repentinamente al otro lado durante el terremoto. El terremoto formó grandes grietas en el suelo, impidió que el agua fluyera de los manantiales naturales existentes, mientras que en otros lugares, el agua brotó del suelo. Se informaron daños hasta 50 km al suroeste y 140 km al sureste de Srinagar.
El Templo Laxmi Narayana en Chamba, Himachal Pradesh, India, también sufrió algunos daños en sus pilares.
Meses antes del sismo principal, hubo una serie de sismos preliminares. En los guiones también se documentó una secuencia de réplicas que duró varios días. En algunos días, se podían sentir múltiples réplicas. Esto clasifica la secuencia del terremoto de Cachemira de 1555 como una secuencia clásica de terremotos de presismo-sismo principal-réplica.
La famosa documentación histórica de los pueblos que se desplazaron a través de las riberas durante el evento de 1555 probablemente fue un proceso gradual en lugar de repentino. Los tocones de árboles inclinados en la orilla del río Jhelum en los lugares descritos sugieren un hundimiento debido a la falla del suelo a lo largo de la orilla del río.
Los trabajos de restauración y reparación continuaron durante dos meses después del terremoto.